# Az ellenállás városa epizódjainak listája
Ez a lista Az ellenállás városa (Defiance) című amerikai sorozat epizódjainak listáját tartalmazza.

## Epizódáttekintés
| Évad | Évad | Epizód | Eredeti sugárzás  | Eredeti sugárzás    | DVD megjelenés dátuma | DVD megjelenés dátuma | DVD megjelenés dátuma |
| Évad | Évad | Epizód | Évad premier      | Évad finálé         | 1. régió              | 2. régió              | 3. régió              |
| ---- | ---- | ------ | ----------------- | ------------------- | --------------------- | --------------------- | --------------------- |
|      | 1    | 12     | 2013. április 15. | 2013. július 8.     | 2013. október 15.     | 2013. július 15.      | TBA                   |
|      | 2    | 13     | 2014. június 19.  | 2014. augusztus 28. | 2014. szeptember 23.  | N/A                   | N/A                   |
|      | 3    | 13     | 2015. június 12.  | 2015. augusztus 28. | N/A                   | N/A                   | N/A                   |

## Első évad
Az első évad első és második része a DVD-s megjelenés mintájára egy részként van feltüntetve, ezért eltérések lehetnek a TV-ben sugárzott epizódszámokkal.
| Sorszám | Epizód | Hivatalos epizódcím                      | Hivatalos premier | Hivatalos magyar cím                     | Hivatalos magyar premier |
| ------- | ------ | ---------------------------------------- | ----------------- | ---------------------------------------- | ------------------------ |
| 1       | 1      | Pilot                                    | 2013. április 15. | Bevezető epizód                          | 2013. október 24.        |
| 2       | 2      | Down In the Ground Where the Dead Men Go | 2013. április 22. | Le a föld alá, ahova a halott megy       | 2013. október 31.        |
| 3       | 3      | The Devil In the Dark                    | 2013. április 29. | Az ördög a sötétben                      | 2013. november 7.        |
| 4       | 4      | A Well Respected Man                     | 2013. május 6.    | Egy igen megbecsült ember                | 2013. november 14.       |
| 5       | 5      | The Serpent's Egg                        | 2013. május 13.   | A kígyó tojása                           | 2013. november 21.       |
| 6       | 6      | Brothers in Arms                         | 2013. május 20.   | Bajtársak                                | 2013. november 28.       |
| 7       | 7      | Goodbye Blue Sky                         | 2013. június 3.   | Viszlát kék ég                           | 2013. december 5.        |
| 8       | 8      | I Just Wasn't Made for These Times       | 2013. június 10.  | Nem ezekre az időkre születtem           | 2013. december 12.       |
| 9       | 9      | If I Ever Leave This World Alive         | 2013. június 17.  | Ha valaha is elhagyom ezt a világot élve | 2013. december 19.       |
| 10      | 10     | The Bride Wore Black                     | 2013. június 24.  | Menyasszony feketében                    | 2013. december 26.       |
| 11      | 11     | Past is Prologue                         | 2013. július 1.   | A múlt az előszó                         | 2014. január 2.          |
| 12      | 12     | Everything is Broken                     | 2013. július 8.   | Minden törött                            | 2014. január 9.          |

## Második évad
| Sorszám | Epizód | Hivatalos epizódcím                  | Hivatalos premier   | Hivatalos magyar cím | Hivatalos magyar premier |
| ------- | ------ | ------------------------------------ | ------------------- | -------------------- | ------------------------ |
| 13      | 1      | The Opposite Of Hallelujah           | 2014. június 19.    | ?                    | 2014. szeptember 30.     |
| 14      | 2      | In My Secret Life                    | 2014. június 26.    | ?                    | ?                        |
| 15      | 3      | The Cord And The Ax                  | 2014. július 3.     | ?                    | ?                        |
| 16      | 4      | Beasts Of Burden                     | 2014. július 10.    | ?                    | ?                        |
| 17      | 5      | Put The Damage On                    | 2014. július 17.    | ?                    | ?                        |
| 18      | 6      | This Woman's Work                    | 2014. július 24.    | ?                    | ?                        |
| 19      | 7      | If You Could See Her Through My Eyes | 2014. július 31.    | ?                    | ?                        |
| 20      | 8      | Slouching Towards Bethlehem          | 2014. augusztus 7.  | ?                    | ?                        |
| 21      | 9      | Painted From Memory                  | 2014. augusztus 14. | ?                    | ?                        |
| 22      | 10     | Bottom Of The World                  | 2014. augusztus 21. | ?                    | ?                        |
| 23      | 11     | Doll Parts                           | 2014. augusztus 21. | ?                    | ?                        |
| 24      | 12     | All Things Must Pass                 | 2014. augusztus 28. | ?                    | ?                        |
| 25      | 13     | I Almost Prayed                      | 2014. augusztus 28. | ?                    | ?                        |

## Harmadik évad
| Sorszám | Epizód | Hivatalos epizódcím                               | Hivatalos premier   | Hivatalos magyar cím          | Hivatalos magyar premier |
| ------- | ------ | ------------------------------------------------- | ------------------- | ----------------------------- | ------------------------ |
| 26      | 1      | The World We Seize                                | 2015. június 12.    | ?                             | 2015. október 13.        |
| 27      | 2      | The Last Unicorn                                  | 2015. június 12.    | ?                             | 2015. október 20.        |
| 28      | 3      | Broken Bough                                      | 2015. június 19.    | Felderítés                    | 2015. október 27.        |
| 29      | 4      | Dead Air                                          | 2015. június 26.    | ?                             | 2015. november 3.        |
| 30      | 5      | History Rhymes                                    | 2015. július 3.     | ?                             | 2015. november 10.       |
| 31      | 6      | Where the Apples Fell                             | 2015. július 10.    | ?                             | 2015. november 17.       |
| 32      | 7      | The Beauty of Our Weapons                         | 2015. július 17.    | Gyönyörű fegyvereink          | 2015. november 24.       |
| 33      | 8      | My Name Is Datak Tarr and I Have Come to Kill You | 2015. július 24.    | Azért jöttem, hogy megöljelek | 2015. december 1.        |
| 34      | 9      | Ostinato in Whit                                  | 2015. július 31.    | ?                             | 2015. december 8.        |
| 35      | 10     | When Twilight Dims the Sky Above                  | 2015. augusztus 7.  | ?                             | 2015. december 15.       |
| 36      | 11     | Of a Demon in My View                             | 2015. augusztus 14. | Démon képében jött felém      | 2015. december 22.       |
| 37      | 12     | The Awakening                                     | 2015. augusztus 21. | Ébredés                       | 2015. december 29.       |
| 38      | 13     | Upon the March We Fittest Die                     | 2015. augusztus 28. | A végső ellenállás            | 2016. január 5.          |